# طول الساق غير المتكافئ
طول الساق غير المتكافئ (بالإنجليزية:Unequal leg length) أو عدم المساواة في طول الساق (بالإنجليزية: leg length inequality, LLI) أو طول الساق المتناقض (بالإنجليزية:  leg length discrepancy, LLD)، هو عندما تكون الساقين ذات أطوال مختلفة أو تبد إن أطوالها مختلفة بسبب إن محاذاة الساقين غير صحيحة.

## تصنيف
هناك نوعان رئيسيان من عدم المساواة في طول الساق هما:
- أختلاف هيكلي وسببه هو إن الساقين نفسهما لهما أختلاف ملموس في الطول، وعادةً ما يكون سببه أختلاف في طول عظم الفخذ في الفخذ أو في عظمتي القصبة والشظية في الجزء الأسفل من الساق. قد يكون بسبب عيب خلقي أو قد يحدث بعد الإصابة بكسر في الساق، أو بسبب ضرر موضعي في واحدة من الصفائح المشاشية في الساق.
- النوع الأخر هو الأكثر شيوعاً، والذي يحدث عندما تكون الساقان بنفس الطول، ولكن بسبب الإصابات العصبية والعضلية في الحوض أو الجزء العلوي من الساق، ساق واحدة أو ورك واحد يكون ذا قبضة أعلى وأكثر إحكاماً من الأخرى (توتر مفرط في عضلات الحوض أو الساق). ولان هذه العضلات ذات توتر غير متساوي يؤدي إلى أن تبدو الساقان لها أطوال مختلفة، على الرغم من إنه عند القياس الدقيق لها سوف يظهر إن الساقان ذات أطوال متساوية بشكل فعلي. ويمكن مشاهدة تساوي الساقين في هذا النوع عند الإستلقاء.[1]

## العلاج
العلاج الأكثر شيوعاً لعدم المساواة في طول الساق هو استخدام منصة بسيطة لكعب الحذاء، والتي يمكن وضعها داخل الحذاء. أما بالنسبة للحالات التي يكون فيها أختلاف طول الساقين معتدل، فإن ارتفاع البناء الخارجي للحذاء سيكون أكثر راحة. وفي الحالات الشديدة، فإنه يمكن استخدام الجراحة لجعل الساق الأطول أقصر (أو عرقلة نموها)، و/أو جعل الساق الأقصر أطول.

## تحديات القياس
تم تحديد الاختبار الرسمي لطول الساق لأول مرة من قبل أوستن وغرين في العاصمة السلوفاكية، براتيسلافا.

## التأثير على آلام الحيض
هنالك حاجة إلى المزيد من الأبحاث بشأن العلاقة بين عدم المساواة في طول الساق وآلام الحيض. ولكن عدم المساواة في طول الساق يمكن أن يؤدي إلى ميل في الحوض، الأمر الذي يسهم في آلام أسفل الظهر.

هناك فرضية هي إن آلام أسفل الظهر الذي يسببه ميل الحوض، لا شأن له بآلام الحيض، كما إن آلام أسفل الظهر تزداد لدى النساء أثناء فترة عسر الطمث.